# Lokodi András
Lokodi András, idősb (Kolozsvár, 1938. január 2. –) magyar szakíró. Ifjabb Lokodi András apja.

## Életútja
Szülővárosában érettségizett (1956), a nagyváradi Villamosművek (1956-58), majd a Babeș-Bolyai Egyetem elektromechanikusa. Első írását a Jóbarát közölte (1968). Műszaki ismertetései a Dolgozó Nő és az Igazság hasábjain jelentek meg; a barkácsolás alkotó szórakozását népszerűsítette. Kötete: Csináld magad! Kis barkácskönyv. A Kaleidoszkóp c. romániai magyar nyelvű könyvsorozatban jelent meg Bukarestben 1978-ban.